# Deutsches Buch- und Schriftmuseum

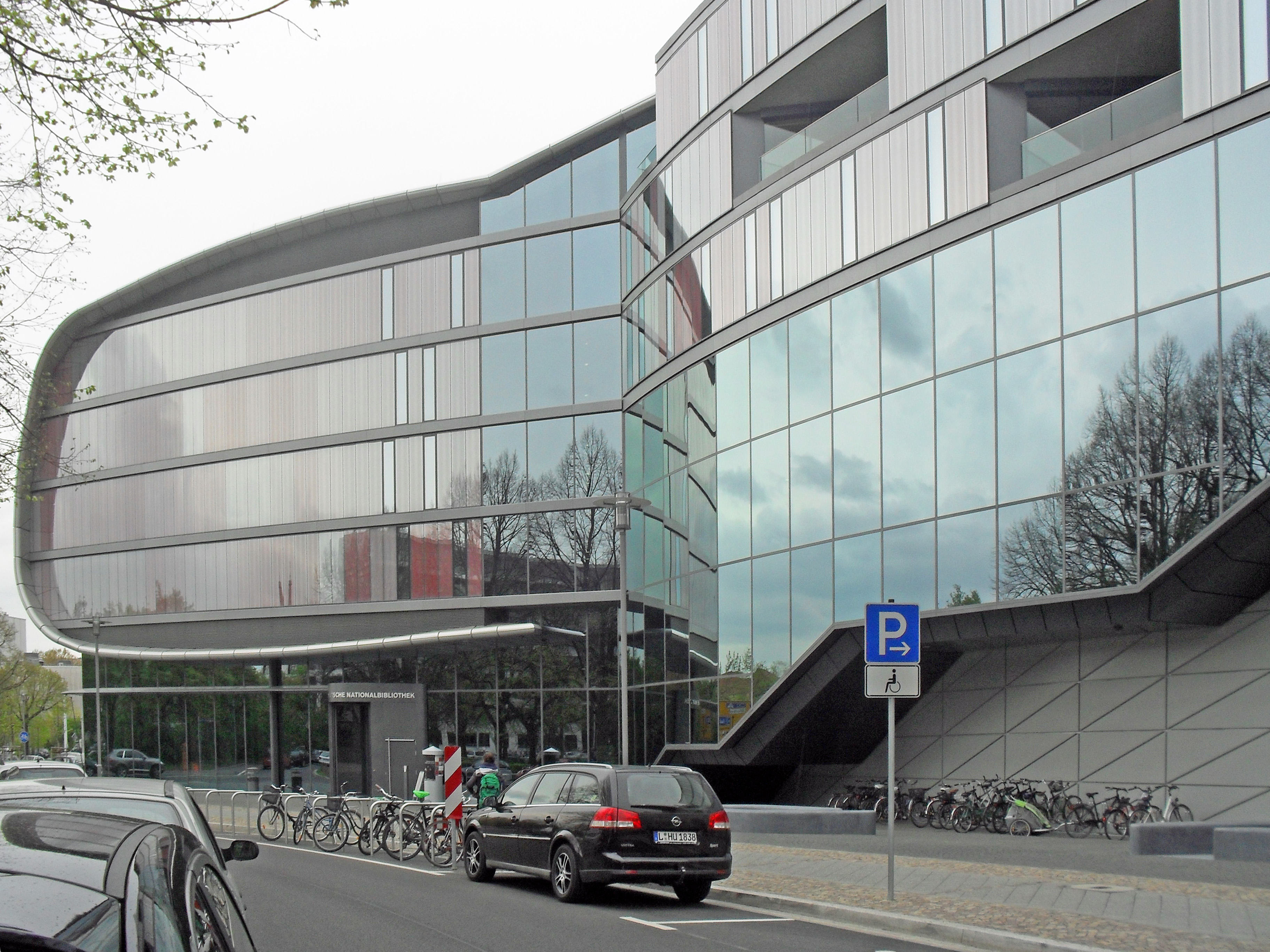
Neubau des Deutschen Buch- und Schriftmuseums

Das Deutsche Buch- und Schriftmuseum (DBSM) in Leipzig wurde 1884 als Deutsches Buchgewerbe-Museum gegründet und ist das älteste Fachmuseum seiner Art. Heute ist es ein Teil der Deutschen Nationalbibliothek. Seit 2007 wird es von Stephanie Jacobs geleitet.
Das Museum sammelt, bewahrt und erschließt wertvolle Zeugnisse der Buch-, Schrift-, Druck- und Papierkultur (nicht jedoch der Literatur, trotz deren enger Verbindung zum Buch). Die Bereitstellung einmaliger Studiensammlungen (etwa 1 Million Bestandseinheiten) und der zugehörigen Fachliteratur für wissenschaftliche Zwecke, insbesondere für die Buch- und Papiergeschichtsforschung, ist ein wesentliches Anliegen der musealen Arbeit. Neben einer Dauerausstellung bringt das Museum wechselnde thematische Ausstellungen an die Öffentlichkeit.

## Sammlungen

Heinrich Klemm

Zu den Musealen Buchsammlungen zählt die Sammlung des Verlegers Heinrich Klemm mit heute rund 67.000 Titeln, darunter rund 23.000 museale Drucke von der Inkunabelzeit bis zum 21. Jahrhundert, ferner auch Orientalia und Handschriften (unter anderem die Elisabeth-Handschrift von 1481). Dazu kommen die Bibliothek des Börsenvereins der Deutschen Buchhändler zu Leipzig (u. a. Fachadressbücher, Schriftmuster, Schreibmeisterbücher, Messkataloge) sowie 45.000 Objekte der Sammlung Künstlerische Drucke hinzu. Letztere dokumentiert die Buchgestaltung vom 20. Jahrhundert an und wurde ursprünglich durch die Deutsche Bücherei angelegt. Sie wird bis heute beständig erweitert durch Künstlerbücher, Pressendrucke und prämierte Bücher (so durch die Stiftung Buchkunst, bspw. aus dem Wettbewerb Schönste Bücher aus aller Welt).
Das Museum verfügt über rund 150.000 Archivalien zur Geschichte des Buchhandels, bspw. Briefe (so etwa die Sammlung des goethezeitlichen Verlegers Georg Joachim Göschen), über 1.000 Porträts, etwa 18.000 Druckermarken und Verlagssignets, eine Sammlung von etwa 25.000 Geschäftsrundschreiben, 60 laufende Meter Verlagskataloge und Prospekte, bis hin zu ganzen Verlagsarchiven (z. B. Gustav Fischer Verlag, Verlag Langewiesche) und buchhändlerischen und buchwissenschaftlichen Nachlässen (z. B. Paul Gotthelf Kummer, Herbert Grundmann, Gerhard Menz). Den Grundstock bildet das Archiv des Leipziger Börsenvereins, gegründet 1844, jedoch mit etlichen älteren Beständen. Allein das Foto- und Medienarchiv des Börsenblatts umfasst etwa 90.000 Objekte. Die Nachkriegszeit der Branche wird seit 2012 durch die Bestände des Frankfurter Börsenvereins wesentlich ergänzt.
Die Papierhistorischen Sammlungen umfassen mit 400.000 Exemplaren die weltweit größte erschlossene Sammlung von Wasserzeichen – eine essentielle Hilfe bei Echtheitsprüfungen und der Herkunfts- und Altersbestimmung von Papieren. Hinzu kommt eine der bedeutendsten Buntpapiersammlungen weltweit, ursprünglich zusammengetragen von Franz Bartsch und Ernst Seegers. Sammlungen der selten erhaltenen Riesaufdrucke (Etiketten für 1 Ries, d. h. 500 Bogen Druckpapier), Papierproben aus über 600 in- und ausländischen Papierfabriken sowie Archivalien zur Papiergeschichte runden die Bestände ab.
Die Grafische Sammlung dokumentiert gestalterische, künstlerische und drucktechnische Aspekte des Buch- und Schriftwesens, z. B. durch Arbeiten einzelner Akteure, Musterbeispielen bestimmter Drucktechniken, Kalligrafisches und Typografisches, Gebrauchsgrafik, Klein- und Akzidenzdrucke usw. Nach schweren Verlusten im Zweiten Weltkrieg beläuft sich die Sammlung auf mehr als 43.000 Einzelblätter und Blattfolgen, u. a. 2.900 Exlibris, zahlreiche Bilderbögen und die Erzeugnisse der Reichsdruckerei zu nennen. Eine Sonderrolle spielen die noch kaum beforschten grob geschätzt 50.000 politischen Plakate, die den Ersten Weltkrieg und die folgenden Revolutionsjahre sowie die NS- und die DDR-Zeit abdecken.
Technische Zeugnisse der Buch- und Schriftgeschichte stehen im Mittelpunkt der Kulturhistorischen Sammlung, zu deren etwa 9.000 Objekten Geräte und Materialien zur Handschrift, zum Schriftsatz und Schriftgießen, zum Druck in verschiedensten Formen (bis hin zum modernen 3D-Druck), zur Papierherstellung und -verarbeitung, zur Buchbinderei, sowie weiterhin zur Werbung und Vermittlung von Buch und Schrift gehören. Nach Zugängen aus dem Deutschen Papiermuseum Greiz (1964) wurde die Sammlung in den 1990ern insbesondere durch Zeugnisse der polygrafischen Industrie der ehemaligen DDR bereichert (u. a. C. G. Röder, Brockhaus, Gebr. Brehmer, Offizin Andersen Nexö). Die Freiberger Papierfabrik zu Weißenborn GmbH überließ 1994 nach der Übernahme durch Felix Schoeller den überwiegenden Teil seiner Egoutteure. Großzügige Schenkungen des südkoreanischen Early Printing Museum zu frühen ostasiatischen Drucktechniken erweitern die Perspektive.
Hinzu kommen über 60 Nachlässe oder sonstige heterogene Spezialsammlungen. Vertreten sind hier die deutsche (besonders auch ostdeutsche) Buch- und Schriftgestaltung des mittleren und späten 20. Jahrhunderts, allen voran der „Jahrhunderttypograf“ Jan Tschichold, weiterhin Grafiker und Buchgestalter wie Erich Gruner, Walter Tiemann, Egbert Herfurth, Hans Ticha, Karl Stratil, Horst Hussel, Günter Horlbeck und Irmgard Horlbeck-Kappler, andererseits Schriftgestalter wie Herbert Post, Albert Kapr, Hans Peter Willberg, Axel Bertram, Walter Schiller, Gert Wunderlich und Hildegard Korger, ferner Papierhistoriker wie der ehemalige Museumsdirektor Hans H. Bockwitz. Thematisch enger eingegrenzt sind bspw. die Comic-Sammlung Armin Abmeier, die Sammlung Hartung zu Pop-up-Büchern und ähnlichen beweglichen Buchformen, die von Gerhard Hartmann gestifteten buchkünstlerischen Objekte und die Buchtüten-Sammlung Lehmstedt.

## Geschichte

### Anfänge

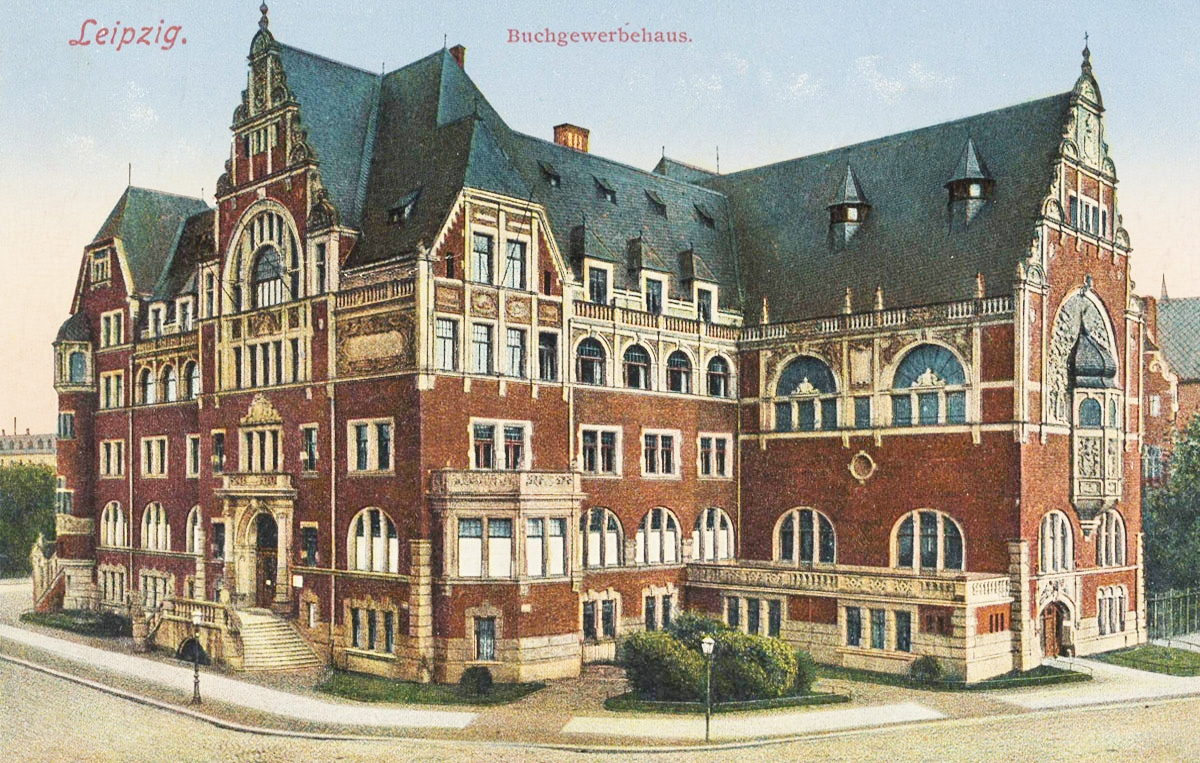
Das Buchgewerbehaus in Leipzig (1943 zerstört)

Plakat zur Bugra 1914, Entwurf: Walter Tiemann

Am 29. Oktober 1884 erfolgte die Gründung als Deutsches Buchgewerbe-Museum. Es handelt sich damit um das älteste Buchmuseum der Welt. Es hatte seinen Sitz zunächst in der Buchhändlerbörse in der Ritterstraße, ab 1888 im Buchhändlerhaus in der Hospitalstraße und ab 1900 im Buchgewerbehaus in der Dolzstraße.
Hauptinitiator der Museumssammlungen war der Buchhändler Carl Berendt Lorck. Den Grundstock des heutigen Bestands bildet die 1886 auf Beschluss des Sächsischen Landtags aufgekaufte Sammlung des Verlegers Heinrich Klemm, die dem Deutschen Buchgewerbeverein zur Ausstellung in seinem Buchmuseum überlassen wurde.
1914 übernahm das Museum bedeutende Ausstellungsstücke von der Internationalen Ausstellung für Buchgewerbe und Graphik (Bugra), auf der sich Leipzig auf dem Höhepunkt seines Einflusses auf diesen Gebieten zeigte.
In der Inflationszeit zu Beginn der 1920er Jahre geriet das Museum in große Existenznot und konnte weder Gehälter, noch Miete und Heizung bezahlen. Rettung bot eine Künstlerspende, an der sich u. a. Lovis Corinth, Paul Klee, Käthe Kollwitz und Oskar Kokoschka beteiligten.

### Zeit des Nationalsozialismus
1938 übergab das Germanische Nationalmuseum der Deutschen Bücherei in Leipzig die Bibliothek der deutschen Reichsversammlung („Reichsbibliothek“) aus den Jahren 1848/49, die ausdrücklich zur historischen Vorläuferin stilisiert wurde.
1939 zog das Museum in einen 1936 bis 1938 errichteten Erweiterungsbau des Deutschen Buchgewerbehauses am Gutenbergplatz. Am 22. Juni 1940 (Johannistag) wurde eine neue Schausammlung mit einer Feierstunde eröffnet. Anlass war die 500-Jahr-Feier der Erfindung der Buchdruckerkunst durch Johannes Gutenberg. Die Präsentation erstreckte sich auf 22 Räume.
Im Zweiten Weltkrieg wurde das Museum durch einen schweren Luftangriff in der Nacht zum 4. Dezember 1943 so sehr beschädigt, dass drei Viertel des Buchbestandes zerstört wurden. Die 1901 bzw. 1911 erworbenen Buntpapiersammlungen von Ernst Seegers bzw. Franz Bartsch überstanden den Luftangriff in Leipzig. Einige der wertvollsten Stücke, darunter eine Gutenberg-Bibel und die Becher'sche Sammlung historischer Einbände, waren zuvor nach Schloss Rauenstein ins Erzgebirge ausgelagert worden. Dort wurden sie im September 1945 von einer Trophäenkommission der Roten Armee beschlagnahmt und nach Moskau gebracht, wo sie sich bis heute in der Russischen Staatsbibliothek befinden. In all diesen kritischen Jahren spielte die Bibliothekarin Martha Debes, die für das Museum von 1926 bis 1979 tätig war, eine herausragende Rolle.

### 1945 bis 2000
Von 1950 bis 2006 war das Museum eine Abteilung der damaligen Deutschen Bücherei in Leipzig. 1954 wurde die Sammlung der unter dem Direktor Heinrich Uhlendahl begründeten und von Julius Rodenberg geleiteten Abteilung für kostbare Drucke in das Museum integriert, die u. a. eine Auswahl aus Buchkunstwettbewerben wie den Schönsten deutschen Büchern (seit 1927) dokumentiert.
Als die Deutsche Bücherei 1962 das Jubiläum ihres fünfzigjährigen Bestehens feierte, wurde vom Börsenvereins der Deutschen Buchhändler zu Leipzig jener Teil der ehemaligen Bibliothek übergeben, der die Bombenangriffe des Zweiten Weltkriegs überstanden hatte. Das Deutsche Papiermuseum wurde 1964 als Sachgebiet in das Museum übernommen.
Die 1970 neu gegründeten Sammlung Sozialistica geht in ihrem Grundstock auf ein Geschenk des Verlegers Johann Heinrich Wilhelm Dietz zurück, der 1916 seine sozialdemokratische Privatbibliothek der Deutschen Bücherei in Leipzig vermacht hatte.
Eine Expertenkommission unter der Leitung von Bernhard Fabian legte 1994 eine Denkschrift vor, die sich mit der Weiterentwicklung des Museums als Ausstellung und Arbeitsstätte für die Buchforschung befasste.

### 21. Jahrhundert
Seit 2006 gehört das Museum zur Deutschen Nationalbibliothek. Ein beispielhafter Ausschnitt des ehemaligen Sperrbestandes der Nationalbibliothek gibt Einblick in die bis in die 1990er übliche Praxis der Separierung zahlreicher Titel aus moralischen oder politischen Gründen.

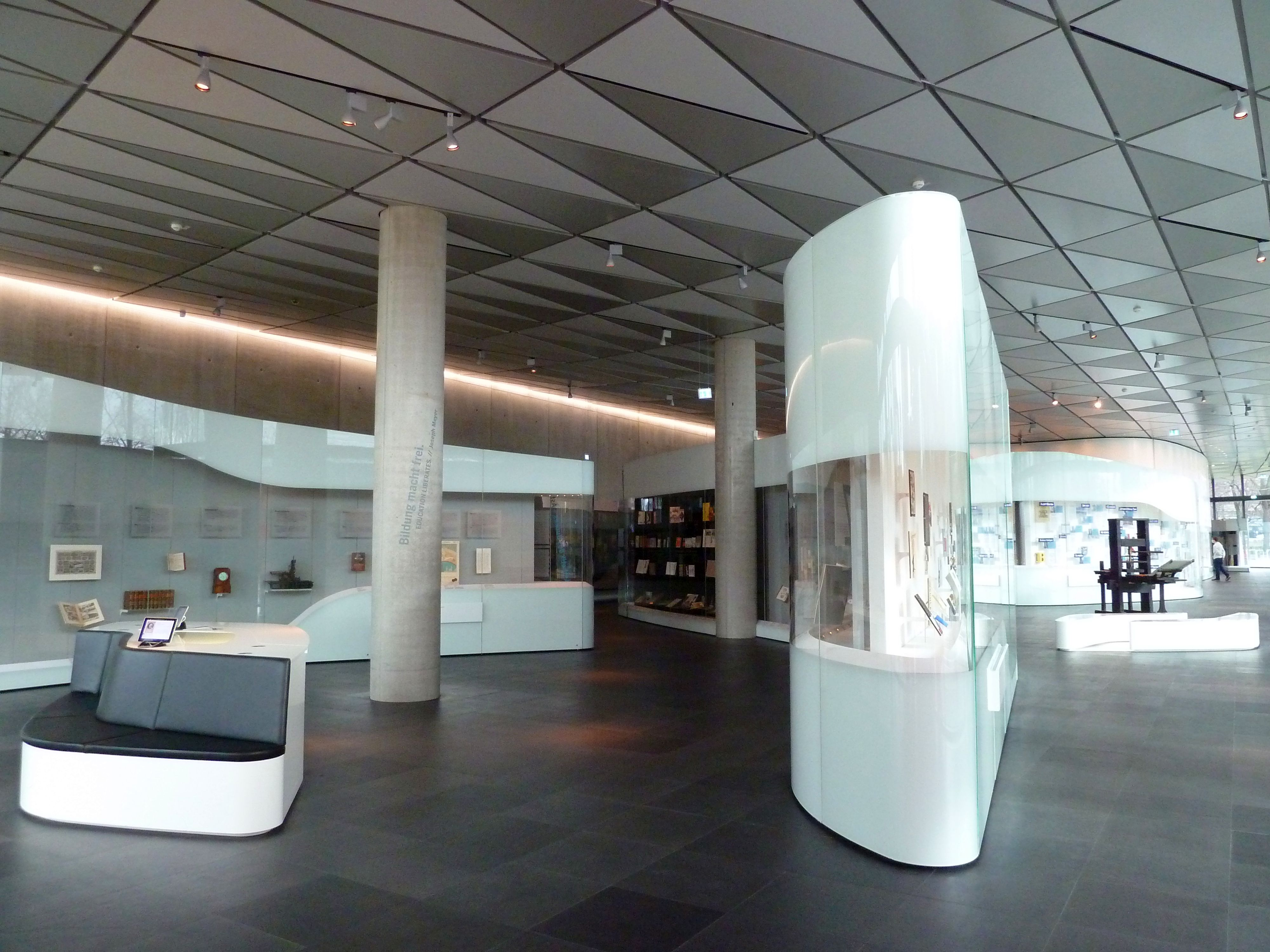
Ausstellungsraum 2021

Am 24. September 2009 wurde im Rahmen einer öffentlichen Festveranstaltung der 125-jährige Geburtstag des Museums gefeiert, unter anderem mit einer Podiumsdiskussion zum Thema „Buch-Orte gestern und morgen“.
Im Mai 2011 wurde nach vier Jahren Bauzeit ein Erweiterungsbau nach einem Entwurf der Stuttgarter Architektin Gabriele Glöckler eröffnet.
Die neue Dauerausstellung „Zeichen Bücher Netze: Von der Keilschrift zum Binärcode“ wurde am 13. März 2012 eröffnet. Unter dem gleichen Titel wurde am 18. Mai 2014 die erste virtuelle Ausstellung des Deutschen Buch- und Schriftmuseums eröffnet. Sie ist zweisprachig, frei zugänglich und bietet in elf Themenmodulen – darunter Handschriftenkultur, Buchdruck, Zensur und Lesewelten – vielfältige Einblicke in die Geschichte der Medien.

## Direktoren und Direktorinnen
- 1889–1898: Konrad Burger
- 1898–1903: Rudolf Kautzsch
- 1903–1904: Eduard Toennies[38]
- 1905–1908: Erich Willrich[39]
- 1909–1913: Johannes Schinnerer
- 1913–1929: Albert Schramm
- 1929–1954: Hans H. Bockwitz
- 1955–1985: Fritz Funke
- 1985–2005: Lothar Poethe
- seit 2007: Stephanie Jacobs

## Ausstellungen (Auswahl)
- 9. Februar bis 21. April 1907: Erste Graphischen Ausstellung des Deutschen Künstlerbundes[40]
- Oktober und November 1907: Die Buchbindekunst der alten Meister (Ausstellung von Bucheinbänden aus der Sammlung von Carl D. Becher, Karlsbad)[41]
- September bis November 1992: Georg Joachim Göschen : 1752–1828. Dokumente zur Verlagsgeschichte aus den Beständen des Deutschen Buch- und Schriftmuseums Leipzig[42]
- 7. September bis 26. November 1994: Papierschöpfungen. Arbeiten aus der Papierwerkstatt John Gerard[43]
- 22. August bis 28. September 1996: Traditionen der Papiergeschichtsforschung[44]
- 29. April bis 11. Juni 1997: Wolfgang Heuwinkel, geheime Muster. Aquarelle, Papierobjekte, Zellstoffskulpturen[45]
- 6. Juli bis 21. Oktober 2000: Nicht ans Wort gebunden[46]
- 18. Juli bis 17. Oktober 2001: Zwischen moderner Textverarbeitung und traditioneller Aufzeichnungstechnik[47]
- 9. November 2001 bis 28. März 2002: Kommunikation visuell. Wort, Bild, Buch – verschlüsselt und transformiert, Klaus Peter Dencker[48]
- 13. April bis 14. September 2002: Spuren der Zeichen, Paul Zimmermann
- 29. Oktober 2002 bis 31. März 2003: Walter Dohmen – Steine des Anstoßes. Druckgrafik[49]
- 13. April bis 14. September 2002: Jan Tschichold (1902–1974), Kontinuität und Wandel
- 12. April 2003 bis 13. September 2003: Barbara Beisinghoff – Raum für eine Hell-Seherin. Gedankenbilder und geschöpfte Worte
- 15. Oktober 2003 bis 27. März 2004: Durch das Labyrinth (Hubertus Gojowczyk, Arbeiten mit Büchern, Zeitungen und Noten, 1968 bis 2003)

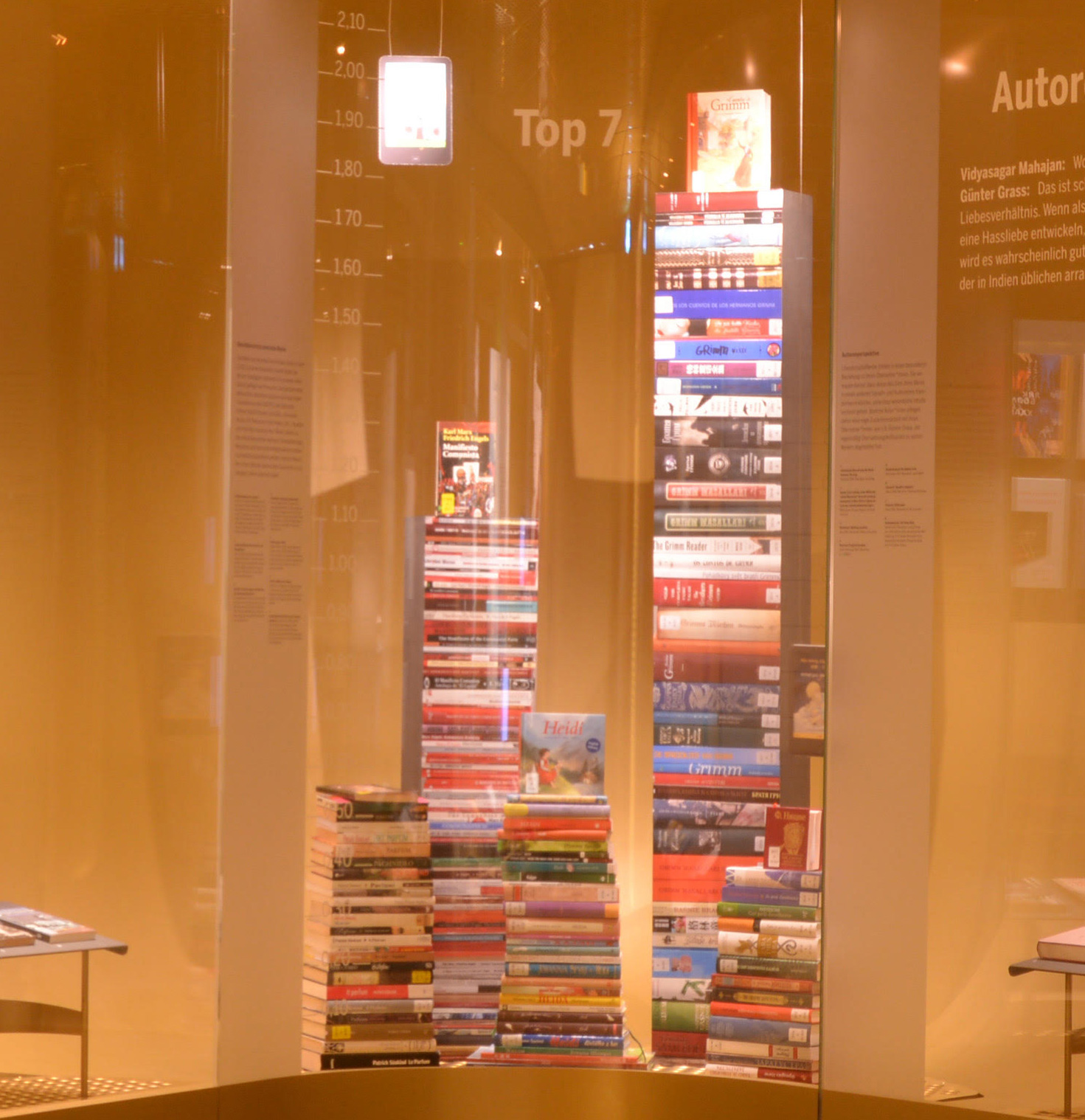
Sonderausstellung 2020/21 zum Thema Übersetzen: Bücherstapel veranschaulichen die „Top 7 der meistübersetzten deutschen Werke“

- 21. Januar 2005 bis 30. April 2005: Geben & Nehmen : Stiftungen, Schenkungen, besondere Erwerbungen[50]
- 7. Oktober 2005 bis zum 29. April 2006: Wolfgang Buchta: Palimpsest – Unwegsame Gebiete I–V
- 21. Juni bis 25. November 2006: Buch – Kunst – Balance. Henry Günther, Buchgestalter, Herausgeber, Buchbinder; die Künstlerbücher der Edition Balance 1990 bis 2006[51]
- 28. Juli 2006 bis 3. Februar 2007: Renate Tost – Von der Schulausgangsschrift zur Kalligrafie und skripturalen Gestik.[52]
- 15. März bis 8. September 2007: Hans Ticha. Buch und Grafik 1970–2006.[53]
- 12. März bis 12. Oktober 2014: Die Welt in Leipzig. Internationale Ausstellung für Buchgewerbe und Graphik BUGRA 1914[54]
- 13. Dezember 2014 bis 7. Juni 2015: Kindheit und Jugend im Ersten Weltkrieg
- 5. Juni bis 4. Oktober 2015: SchriftBild. Russische Avantgarde
- 19. Februar bis 2. Oktober 2016 »Bahnriss?! Papier | Kultur«[55]
- 4. November 2020 bis 30. Juni 2021: ÜberSetzen – die Fähre zwischen Text und Welt[56]
- 16. März bis 25. September 2022: Verbriefte Freundschaft. Axel Schefflers Briefbilder.[57]

## Auszeichnungen
- 1970: Gutenberg-Preis der Stadt Leipzig
- 2012: Antiquaria-Preis für die Dauerausstellung „Zeichen – Bücher – Netze. Von der Keilschrift zum Binärcode“

## Buch und Schrift. Jahrbuch der Gesellschaft der Freunde des Deutschen Buch- und Schriftmuseums
- N.F. 1 (1938) Zum Schrift- und Buchwesen des Orients.
- N.F. 2 (1939) Zur Buchgeschichte des sechzehnten Jahrhunderts
- N.F. 3 (1940): Zum chinesischen Stempel- und Holztafeldruck.
- N.F. 4 (1941) Zur deutschen Papiergeschichte
- N.F. 5/6 (1942/43) Zur mittelalterlichen Buchgeschichte